# Ngulahan
Ngulahan is een bestuurslaag in het regentschap Rembang van de provincie Midden-Java, Indonesië. Ngulahan telt 1177 inwoners (volkstelling 2010).